# هارونا دودا
هارونا دودا (بالإنجليزية: Haruna Doda)‏ هو لاعب كرة قدم نيجيري في مركز الوسط، ولد في 16 يناير 1975 في لاغوس في نيجيريا. شارك مع منتخب نيجيريا لكرة القدم. أما مع النوادي، فقد لعب مع Żebbuġ Rangers F.C. ‏.

## وصلات خارجية
- هارونا دودا على موقع قاعدة بيانات كرة القدم.إي يو (الإنجليزية)
- هارونا دودا على موقع ناشيونال فوتبول تيمز (الإنجليزية)